# فرشتگان سقوط‌کرده (فیلم ۲۰۰۸)
فرشتگان سقوط‌کرده (به انگلیسی: Fallen Angels) یک فیلم جنایی، درام و دلهره‌آور به کارگردانی مورتن تیلدام محصول سال ۲۰۰۸ سینمای نروژ که نامزد دریافت جایزه آماندا شد.